# Jekaterina Gennadjewna Winogradowa
Jekaterina Gennadjewna Winogradowa (englisch Ekaterina Vinogradova, geb. Iwanowa (Ivanova); * 3. September 1977 in Nowosibirsk, Russische SFSR, Sowjetunion) ist eine ehemalige Biathletin und Skilangläuferin, die zunächst für Russland und Belarus, in Nordamerika auf nationaler Ebene für die Vereinigten Staaten und zuletzt für Armenien startete. Sie gewann zwei Bronzemedaillen bei Biathlon-Weltmeisterschaften.

## Sportliche Laufbahn
Die gebürtige Russin Jekaterina Winogradowa debütierte bereits 1997 beim Staffelrennen der Junioren-WM in Forni Avoltri, als sie Bronze mit der russischen Staffel gewann. Im März des Jahres durfte sie deshalb auch erstmals im Biathlon-Weltcup starten, in ihrem Geburtsort Nowosibirsk schloss sie den Sprint auf einem starken 32. Rang ab. Nach mehreren Jahren ohne internationale Rennen stieg Winogradowa 2003 in den belarussischen Nationalkader auf und setzte ihre internationale Karriere bei den Europameisterschaften in Forni Avoltri fort. Hier gewann sie Gold in der Verfolgung und Bronze im Sprint und mit der Staffel. Ein Jahr später in Minsk gewann sie Silber in der Verfolgung und mit der Staffel, 2005 in Langdorf noch einmal Gold in der Staffel. 2003 erreichte Winogradowa bei einem Sprintrennen in Kontiolahti ihre erste Top-10-Platzierung im Weltcup. Bei der nächsten Weltcupstation in Hochfilzen gewann sie mit der belarussischen Auswahl das Staffelrennen. Ihre beste Platzierung waren zwei dritte Plätze im Sprint, einmal 2004 bei der WM in Oberhof, ein zweites Mal 2006 am Holmenkollen in Oslo. Die Saison 2003/04 schloss sie als 17., 2005/06 als 20. im Gesamtweltcup ab.
An Weltmeisterschaften nahm Jekaterina Winogradowa 2003 in Chanty-Mansijsk, 2004 in Oberhof und 2005 in Hochfilzen teil. Bei Weltmeisterschaften war Winogradowa häufig in Hochform. 2003 wurde sie 11. im Einzel, 15. im Sprint, Neunte in der Verfolgung und Vierte mit der Staffel. Im folgenden Jahr gewann sie zeitgleich mit der Deutschen Martina Glagow die Bronzemedaille im Sprint, wurde Sechste in der Verfolgung und erneut Vierte mit der Staffel. In Hochfilzen gewann sie schließlich noch einmal Bronze mit der Staffel. Zudem nahm Winogradowa an den Olympischen Winterspielen 2006 in Turin teil. In den Einzelrennen konnte sie keine nennenswerten Ergebnisse erreichen, mit der Staffel verpasste sie als Vierte eine Medaille jedoch nur knapp.
Neben dem Olympischen Biathlon betrieb Winogradowa auch Sommerbiathlon. Sie nahm 2003 in Forni Avoltri, 2004 in Osrblie und 2005 in Muonio an Weltmeisterschaften teil und gewann in allen drei Jahren Gold mit der Staffel. Weitere Medaillen verpasste sie 2005 als Vierte in Sprint und Verfolgung und Fünfte im Massenstart nur knapp.
Winogradowa war auch in den USA als Biathletin und Skilangläuferin aktiv. An der University of Vermont machte sie ihren Bachelor of Science. Sie bestritt 1999 ihre ersten internationalen Skilanglaufrennen und gewann sofort in Quebec ihre beiden ersten Rennen über 10 Kilometer Freistil und 5 Kilometer Klassisch. Bislang gewann sie zehn Rennen der FIS und im Continental Cup. 2004 debütierte sie in Düsseldorf im Skilanglauf-Weltcup und gewann als 19. ihre ersten Weltcuppunkte. Auf höchster Ebene trat sie nicht für die USA, sondern für Belarus an. Im Jahr darauf startete sie beim selben Rennen, verpasste aber als 35. weitere Punkte. 2009 gewann sie in Highlands Nordic bei den gemischten Meisterschaften der US-Amerikaner und Kanadier Silber über 5 Kilometer Freistil und Bronze über die 30-Kilometer-Freistil-Strecke. Im Biathlon erreichte Winogradowa bei den Nordamerikameisterschaften im Biathlon 2008 in Itasca besonders gute Ergebnisse. Nachdem sie im Sprint noch hinter Annelies Cook und Caitlin Compton Bronze gewann, siegte sie im Verfolgungsrennen und beim Massenstart.
Nachdem Winogradowa seit der Saison 2006/07 nicht mehr international zum Einsatz gekommen war, feierte sie ihr internationales Comeback in der Saison 2010/11 und startete von da an für Armenien. Zunächst nahm sie ohne nennenswerte Resultate zu erreichen am IBU-Cup teil, konnte dennoch in Presque Isle nach fünf Jahren wieder ein Weltcup-Rennen bestreiten und wurde 50. Ihr letztes Rennen bestritt sie im Winter 2011/12, beim Sprint in Antholz erreichte sie den 77. Rang. Danach beendete Winogradowa ihre Karriere.

## Statistiken

### Biathlon-Weltcup-Platzierungen
Die Tabelle zeigt alle Platzierungen (je nach Austragungsjahr einschließlich Olympische Spiele und Weltmeisterschaften).
- 1.–3. Platz: Anzahl der Podiumsplatzierungen
- Top 10: Anzahl der Platzierungen unter den ersten zehn (einschließlich Podium)
- Punkteränge: Anzahl der Platzierungen innerhalb der Punkteränge (einschließlich Podium und Top 10)
- Starts: Anzahl gelaufener Rennen in der jeweiligen Disziplin
- Staffel: inklusive Mixed- und Single-Mixed-Staffeln

| Platzierung         | Einzel | Sprint | Verfolgung | Massenstart | Staffel | Gesamt |
| ------------------- | ------ | ------ | ---------- | ----------- | ------- | ------ |
| 1. Platz            |        |        |            |             | 1       | 1      |
| 2. Platz            |        |        |            |             |         |        |
| 3. Platz            |        | 2      |            |             | 3       | 5      |
| Top 10              |        | 5      | 4          | 1           | 13      | 23     |
| Punkteränge         | 5      | 19     | 20         | 9           | 14      | 67     |
| Starts              | 13     | 41     | 30         | 10          | 14      | 108    |
| Stand: Karriereende |        |        |            |             |         |        |

### Olympische Winterspiele
Ergebnisse bei Olympischen Winterspielen:
|                                       | Einzelwettbewerbe | Einzelwettbewerbe | Einzelwettbewerbe | Einzelwettbewerbe | Staffelwettbewerbe |
| Einzel                                | Sprint            | Verfolgung        | Massenstart       | Damenstaffel      |                    |
| ------------------------------------- | ----------------- | ----------------- | ----------------- | ----------------- | ------------------ |
| Olympische Winterspiele 2006 \| Turin | 44.               | 37.               | 29.               | –                 | 4.                 |

### Biathlon-Weltmeisterschaften
Ergebnisse bei den Weltmeisterschaften:
| Weltmeisterschaften | Weltmeisterschaften         | Einzelwettbewerbe | Einzelwettbewerbe | Einzelwettbewerbe | Einzelwettbewerbe | Staffelwettbewerbe | Staffelwettbewerbe |
| Jahr                | Ort                         | Einzel            | Sprint            | Verfolgung        | Massenstart       | Damenstaffel       | Mixedstaffel       |
| ------------------- | --------------------------- | ----------------- | ----------------- | ----------------- | ----------------- | ------------------ | ------------------ |
| 2003                | Chanty-Mansijsk             | 11.               | 15.               | 9.                | 28.               | 4.                 | –                  |
| 2004                | Oberhof                     | DNF               | 3.                | 6.                | 25.               | 4.                 | –                  |
| 2005                | Hochfilzen/ Chanty-Mansijsk | 36.               | 56.               | DNS               | –                 | 3.                 | 12.                |
| 2011                | Chanty-Mansijsk             | DNF               | 50.               | 36.               | –                 | –                  | –                  |

### Juniorenweltmeisterschaften
Ergebnisse bei den Juniorenweltmeisterschaften:
| Weltmeisterschaften | Weltmeisterschaften | Einzel | Sprint | Verfolgung | Staffel |
| Jahr                | Ort                 | Einzel | Sprint | Verfolgung | Staffel |
| ------------------- | ------------------- | ------ | ------ | ---------- | ------- |
| 1997                | Forni Avoltri       | –      | –      | –          | 3.      |